# Stadtallendorf
Stadtallendorf település Németországban, Hessen tartományban. Lakosainak száma 21 733 fő (2023. december 31.). Stadtallendorf Neustadt és Amöneburg községekkel határos.

## Népesség
A település népességének változása:
| Lakosok száma | 21 348 | 21 456 | 21 121 | 21 552 | 21 733 |
|               | 2017   | 2019   | 2021   | 2022   | 2023   |